# Saison 1979-1980 de la LHJMQ
Saison précédente Saison suivante
La saison 1979-1980 est la onzième saison de hockey sur glace de la Ligue de hockey junior majeur du Québec. Les Royals de Cornwall remportent la Coupe du président en battant en finale les Castors de Sherbrooke. 

## Contexte
Le National de Laval est renommé en Voisins de Laval. Les Éperviers de Verdun déménagent pour revenir à Sorel-Tracy à la mi-saison et redeviennent les Éperviers de Sorel.

## Saison régulière

### Classement
| Clt | Équipe                     | Division | PJ | V  | D  | N  | BP  | BC  | Pts |
| --- | -------------------------- | -------- | -- | -- | -- | -- | --- | --- | --- |
| 1   | Castors de Sherbrooke      | Dilio    | 72 | 45 | 20 | 7  | 435 | 314 | 97  |
| 2   | Royals de Cornwall         | Lebel    | 72 | 41 | 25 | 6  | 388 | 333 | 88  |
| 3   | Saguenéens de Chicoutimi   | Dilio    | 72 | 42 | 27 | 3  | 422 | 347 | 87  |
| 4   | Juniors de Montréal        | Lebel    | 72 | 39 | 30 | 3  | 406 | 387 | 81  |
| 5   | Remparts de Québec         | Dilio    | 72 | 38 | 29 | 5  | 348 | 331 | 81  |
| 6   | Draveurs de Trois-Rivières | Dilio    | 72 | 36 | 27 | 9  | 426 | 327 | 81  |
| 7   | Cataractes de Shawinigan   | Dilio    | 72 | 28 | 35 | 9  | 314 | 339 | 65  |
| 8   | Olympiques de Hull         | Lebel    | 72 | 25 | 35 | 12 | 336 | 378 | 62  |
| 9   | Éperviers de Verdun/Sorel  | Lebel    | 72 | 20 | 47 | 5  | 321 | 426 | 45  |
| 10  | Voisins de Laval           | Lebel    | 72 | 13 | 52 | 7  | 265 | 499 | 33  |

- En gras : champion de la saison régulière
- En italique : qualifié pour les séries

### Meilleurs pointeurs
| Joueur              | Équipe                       | PJ | B  | A   | Pts | Pun |
| ------------------- | ---------------------------- | -- | -- | --- | --- | --- |
| Jean-François Sauvé | Trois-Rivières               | 72 | 63 | 124 | 187 | 31  |
| Guy Carbonneau      | Chicoutimi                   | 72 | 72 | 110 | 182 | 66  |
| Denis Savard        | Montréal                     | 72 | 63 | 118 | 181 | 93  |
| Normand Aubin       | Verdun, Sorel et Sherbrooke  | 63 | 91 | 89  | 180 | 66  |
| Gilles Hamel        | Trois-Rivières et Chicoutimi | 70 | 86 | 70  | 156 | 95  |
| Alain Bouchard      | Verdun, Sorel et Montréal    | 70 | 53 | 94  | 147 | 27  |
| Pierre Aubry        | Trois-Rivières               | 72 | 85 | 62  | 147 | 82  |
| Denis Cyr           | Montréal                     | 70 | 70 | 76  | 146 | 61  |
| Alain Lemieux       | Chicoutimi                   | 72 | 47 | 95  | 142 | 36  |
| Louis Bégin         | Sherbrooke                   | 70 | 60 | 73  | 133 | 54  |

## Séries éliminatoires
Les huit premières équipes de la saison régulière jouent les séries éliminatoires à l'issue desquelles la vainqueur remporte la Coupe du président.
|  | Quarts de finale | Quarts de finale           | Quarts de finale | Quarts de finale    |   |                          | Demi-finales | Demi-finales | Demi-finales | Demi-finales |  |  | Finale | Finale | Finale | Finale |
|  |                  |                            |                  |                     |   |                          |              |              |              |              |  |  |        |        |        |        |
|  |                  |                            |                  |                     |   |                          |              |              |              |              |  |  |        |        |        |        |
|  |                  |                            |                  |                     |   |                          |              |              |              |              |  |  |        |        |        |        |
|  | 1                | Castors de Sherbrooke      | 4                | 4                   |   |                          |              |              |              |              |  |  |        |        |        |        |
|  | 1                | Castors de Sherbrooke      | 4                | 4                   |   |                          |              |              |              |              |  |  |        |        |        |        |
|  | 8                | Olympiques de Hull         | 0                | 0                   |   |                          |              |              |              |              |  |  |        |        |        |        |
|  | 8                | Olympiques de Hull         | 0                | 0                   | 1 | Castors de Sherbrooke    | 4            | 4            |              |              |  |  |        |        |        |        |
|  |                  |                            |                  |                     | 1 | Castors de Sherbrooke    | 4            | 4            |              |              |  |  |        |        |        |        |
|  |                  |                            | 4                | Juniors de Montréal | 1 | 1                        |              |              |              |              |  |  |        |        |        |        |
|  | 4                | Juniors de Montréal        | 4                | Juniors de Montréal | 1 | 1                        | 4            | 4            |              |              |  |  |        |        |        |        |
|  | 4                | Juniors de Montréal        |                  |                     |   |                          |              | 4            |              |              |  |  |        |        |        |        |
|  | 5                | Remparts de Québec         | 1                | 1                   |   |                          |              |              |              |              |  |  |        |        |        |        |
|  | 5                | Remparts de Québec         | 1                | 1                   | 1 | Castors de Sherbrooke    | 2            | 2            |              |              |  |  |        |        |        |        |
|  |                  |                            |                  |                     | 1 | Castors de Sherbrooke    | 2            | 2            |              |              |  |  |        |        |        |        |
|  |                  |                            | 2                | Royals de Cornwall  | 4 | 4                        |              |              |              |              |  |  |        |        |        |        |
|  | 3                | Saguenéens de Chicoutimi   | 2                | Royals de Cornwall  | 4 | 4                        | 4            | 4            |              |              |  |  |        |        |        |        |
|  | 3                | Saguenéens de Chicoutimi   |                  |                     |   |                          |              |              |              |              |  |  |        |        |        |        |
|  | 6                | Draveurs de Trois-Rivières | 3                | 3                   |   |                          |              |              |              |              |  |  |        |        |        |        |
|  | 6                | Draveurs de Trois-Rivières | 3                | 3                   | 3 | Saguenéens de Chicoutimi | 1            | 1            |              |              |  |  |        |        |        |        |
|  |                  |                            |                  |                     | 3 | Saguenéens de Chicoutimi | 1            | 1            |              |              |  |  |        |        |        |        |
|  |                  |                            | 2                | Royals de Cornwall  | 4 | 4                        |              |              |              |              |  |  |        |        |        |        |
|  | 2                | Royals de Cornwall         | 2                | Royals de Cornwall  | 4 | 4                        | 4            | 4            |              |              |  |  |        |        |        |        |
|  | 2                | Royals de Cornwall         |                  |                     |   |                          |              | 4            |              |              |  |  |        |        |        |        |
|  | 7                | Cataractes de Shawinigan   | 3                | 3                   |   |                          |              |              |              |              |  |  |        |        |        |        |
|  | 7                | Cataractes de Shawinigan   | 3                | 3                   |   |                          |              |              |              |              |  |  |        |        |        |        |
|  |                  |                            |                  |                     |   |                          |              |              |              |              |  |  |        |        |        |        |

## Équipes d'étoiles
La ligue sélectionne trois équipes d'étoiles.

### Première équipe
- Gardien de but : Paul Pageau, Cataractes de Shawinigan
- Défenseur gauche : Fred Arthur, Royals de Cornwall
- Défenseur droit : Gaston Therrien, Remparts de Québec
- Ailier gauche : Gilles Hamel, Saguenéens de Chicoutimi
- Centre : Jean-François Sauvé, Draveurs de Trois-Rivières et Denis Savard, Juniors de Montréal
- Ailier droit : Denis Cyr, Juniors de Montréal
- Entraîneur : Doug Carpenter, Royals de Cornwall

### Deuxième équipe
- Gardien de but : Corrado Micalef, Castors de Sherbrooke
- Défenseur gauche : Normand Rochefort, Draveurs de Trois-Rivières
- Défenseur droit : Dave Ezard, Royals de Cornwall
- Ailier gauche : Pierre Aubry, Draveurs de Trois-Rivières et Louis Bégin, Castors de Sherbrooke
- Centre : Guy Carbonneau, Saguenéens de Chicoutimi
- Ailier droit : Brian Johnson, Castors de Sherbrooke
- Entraîneur : Ghislain Delage, Castors de Sherbrooke et Gaston Drapeau, Remparts de Québec

### Troisième équipe
- Gardien de but : Jacques Cloutier, Draveurs de Trois-Rivières et Yves Deschênes, Voisins de Laval
- Défenseur gauche : Réjean Cloutier, Castors de Sherbrooke
- Défenseur droit : Gilbert Delorme, Saguenéens de Chicoutimi
- Ailier gauche : Alain Bouchard, Juniors de Montréal
- Centre : Normand Aubin, Castors de Sherbrooke
- Ailier droit : Jean Poulin, Olympiques de Hull
- Entraîneur : Orval Tessier, Saguenéens de Chicoutimi

## Trophées
Trois récompenses collectives et sept individuelles sont décernées.

### Récompenses collectives
- Coupe du président (champions des séries éliminatoires) : Royals de Cornwall
- Trophée Jean-Rougeau (champions de la saison régulière) : Castors de Sherbrooke
- Trophée Robert-Lebel (meilleure moyenne de buts encaissés) : Castors de Sherbrooke

### Récompenses individuelles
- Trophée Jean-Béliveau (meilleur pointeur) : Jean-François Sauvé, Draveurs de Trois-Rivières
- Trophée Jacques-Plante (meilleure moyenne de buts encaissés) : Corrado Micalef, Castors de Sherbrooke
- Trophée Émile-Bouchard (meilleur défenseur) : Gaston Therrien, Remparts de Québec
- Trophée Michel-Bergeron (meilleur recrue) : Dale Hawerchuk, Royals de Cornwall
- Trophée Frank-J.-Selke (joueur le plus gentilhomme) : Jean-François Sauvé, Draveurs de Trois-Rivières
- Trophée Michel-Brière (meilleur joueur) : Denis Savard, Juniors de Montréal
- Trophée Guy-Lafleur (meilleur joueur des séries éliminatoires) : Dale Hawerchuk, Royals de Cornwall